# Sequeros
Sequeros település Spanyolországban, Salamanca tartományban. Sequeros San Miguel del Robledo, Villanueva del Conde, Mogarraz, Las Casas del Conde és San Martín del Castañar községekkel határos. Lakosainak száma 207 fő (2024).

## Népesség
A település népessége az elmúlt években az alábbi módon változott:
| Lakosok száma | 263  | 244  | 232  | 234  | 230  | 229  | 234  | 237  | 235  | 207  |
|               | 2001 | 2004 | 2007 | 2009 | 2012 | 2014 | 2017 | 2019 | 2022 | 2024 |